# Yvette Flunder
Yvette A. Flunder (São Francisco, 29 de julho de 1955) é uma pastora, ativista e cantora americana de São Francisco, condado de Califórnia. Ela é a pastora sênior da Igreja Unida de Cristo em Oakland, e a bispa presidente da Fellowship of Affirming Ministries.

## Carreira
Flunder nasceu em São Francisco, na Califórnia, e foi criada entre a Baía de São Francisco e o estado de Mississippi. Ela cresceu na Igreja de Deus em Cristo (abreviado do inglês: COGIC), graduando-se na High School da COGIC's Saints Academy em Lexington, Mississippi, antes de retornar à Califórnia. Em 1984, começou a cantar e gravar com Walter Hawkins no Love Center Choir, onde ela era a vocalista. Mais tarde, ela foi ordenada por Hawkins.
Flunder formou-se no College of San Mateo. Ela então recebeu um Certificado de Estudos do Ministério e um Mestre em Artes em 1997 pela Pacific School of Religion, antes de obter seu título de Doutor em Ministério pelo Seminário Teológico de São Francisco em 2001.
Em 2000, ela fundou a Fellowship of Affirming Ministries, uma coalizão transdenominacional de igrejas cristãs que "deseja celebrar e proclamar o amor radicalmente inclusivo de Jesus Cristo", e foi nomeada Bispo Presidente em 2003.
Flunder identifica-se como uma mulher e uma teóloga reconciliadora da libertação. Em 2005, ela escreveu um livro, Where the Edge Gathers: Building a Community of Radical Inclusion. Carlton Pearson a cita entre os primeiros líderes religiosos a abraçá-lo e incentivá-lo depois que ele foi declarado herege por se manifestar em apoio à reconciliação universal.
Em 2013, foi nomeada Aluna Distinta da Escola de Religião do Pacífico. Em 1º de dezembro de 2014, Flunder foi a oradora principal na Casa Branca para o Dia Mundial da AIDS, onde descreveu os efeitos nocivos do estigma e da homofobia naqueles que vivem com HIV e na educação sobre AIDS em geral. No ano seguinte, foi palestrante convidada no Garnett-Nabrit Lecture Series do American Baptist College.
Desde 2015, Flunder é membro do conselho de curadores da Starr King School for the Ministry  e também atuou como membro do Conselho Consultivo Presidencial sobre HIV/AIDS.
A esposa de Flunder é Shirley Miller, prima de Walter Hawkins; elas são parceiras comprometidas desde meados da década de 1980.

## Ministério
A bispa Flunder foi criada no "ventre" da igreja, vindo de famílias fundadoras de igrejas na Baía de São Francisco.
Desde tenra idade, a vida de Flunder refletiu suas crenças para tratar as pessoas com valor e igualdade. Em 1986, Flunder foi transferida para ministrar a pessoas com HIV/AIDS em resposta à epidemia da década de 1980. Ela fundou várias empresas sem fins lucrativos na área da baía de São Francisco, prestando serviços para pessoas afetadas pelo HIV: Hazard-Ashley House, Walker House e Restoration House, através da Ark of Refuge, Inc., que mais tarde se tornou a YA Flunder Fundação.
Em 1991, fundou a Cidade de Refúgio sob a Igreja Unida de Cristo, "a fim de unir um ministério evangélico com um ministério social". Ela descreve a Cidade de Refúgio UCC como um esforço para "criar uma comunidade espiritual que abraçará nossas culturas coletivas, caminhos de fé, expressões de gênero e orientações sexuais/afetivas, ao mesmo tempo em que nos liberta de teologias opressivas que subjugam as mulheres, denigrem a comunidade LGBT, e nos desconectar das questões de justiça local e globalmente". O Transcendence Gospel Choir era um coro comunitário afiliado à Cidade de Refúgio e foi o primeiro coro totalmente transgênero nos Estados Unidos.
O trabalho de Flunder se expande em espaços digitais. Em 2021, ela foi palestrante de "Fire and Desire" no Centro de Estudos da Vida Religiosa Afro-Americana do Museu Nacional Smithsonian de História e Cultura Afro-Americana enquanto discutiam "Apresentação de música gospel masculina negra".

## Cinema, televisão e redes sociais
Flunder foi retratada pela atriz Phylicia Rashad para o episódio final de 3 partes como parte da minissérie When We Rise, de Dustin Lance Black, em 3 de março de 2017, na rede de televisão ABC. O papel da bispa no show destaca a compaixão da igreja, o compromisso de sua liderança e o lar amoroso que a igreja oferece para ministrar na difícil comunidade principalmente afro-americana de São Francisco.
Flunder também foi retratada por Joni Bovill no drama de Joshua Marston, Come Sunday, que estreou no Festival de Cinema de Sundance de 2018 e foi lançado na Netflix em abril de 2018.
Flunder é ativa em muitas plataformas de mídia social usando suas plataformas para defender consistentemente vidas negras, vidas queer, acessibilidade médica, e desestigmatização de vidas HIV+.
Em 2021, Flunder foi destaque em "The Black Church: This is our story, this is our song", da rede de televisão PBS.

## Obras publicadas
- Where the Edge Gathers (em inglês);[10]

- Birthing the Sermon: Women Preachers on the Creative Process (em inglês);[33]
- Those Preaching Women: A Muticultural Collection (em inglês);[34]
- Queer Christianities: Lived Religion in Transgressive Forms (em inglês)[35]